# 越南人口
越南每10年举行一次全国人口和住房普查，上一次普查为2009年。
2019年，越南公开人口和住房普查结果，截至2019年4月1日，越南总人口达96,208,984人，在东南亚地区排名第3位，其中男性4788万人，占总人口49.8%，女性4832万人，占总人口50.2%。城市人口占总人口的34.4%，男女比例为96.5∶100；农村人口占总人口的65.6%，男女比例为100.5∶100。
越南也是世界上人口密度较高的国家，2019年每平方公里人口密度为290人，其中，首都河内和第一大城市胡志明市的人口密度分别为每平方公里2398人和4363人。
越南有54个民族。主体民族京族占总人口的87%，少数民族占13%。
2009年越南人口普查数据显示，華族為823,071 人（佔越南总人口0.96%）；根据越南各民族人口数量排名，华族是第八大民族。

## 數據
人口:
年齡結構:

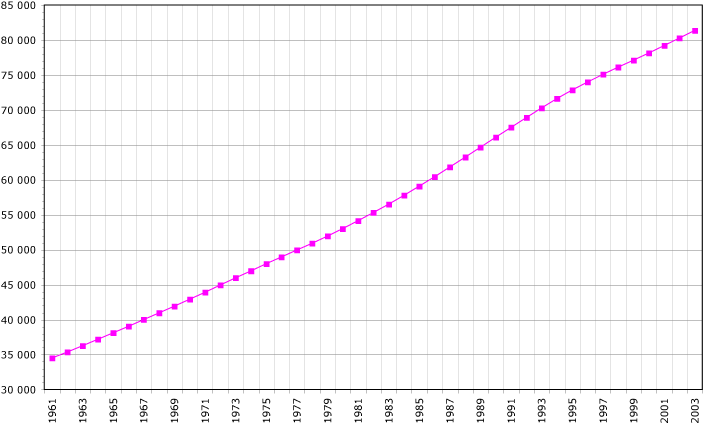
越南人口統計 (1961-2003)
資料來源:FAO, 2005年; 單位:千人

- 0-14歲：24.9％（男性11924283 女性10824773）
- 在15-24歲： 19％的（男性8974221 女性8400162）
- 25-54歲： 44.1％（男性20130321 女性20205400）
- 55-64歲： 6.6％（男性2720235 女性3281666）
- 65歲及以上： 5.5％（男性1940755 女性3117473）（2012年估計）

年齡中位數:
- 總計: 26.9 歲
- 男: 25.8 歲
- 女: 28 歲 (2008年估計)

人口增長率: 0.99% (2008年估計)
出生率: 16.47 /1,000 人 (2008年估計)
死亡率: 6.18 /1,000 人 (2008年估計)
淨遷移率: -0.39 /1,000 人 (2008年估計)
性別比:
- 出生: 1.07 男/女
- 15歲以下: 1.08 男/女
- 15-64歲: 0.99 男/女
- 65歲以上: 0.63 男/女
- 總計: 0.98 男/女 (2008年估計)

嬰兒死亡率:
- 總計: 23.61 /1,000 人
- 男: 24.01 /1,000 人
- 女: 23.19 /1,000 人 (2008年估計)

預期壽命:
- 總計: 71.33 歲
- 男: 68.52 歲
- 女: 74.33 歲 (2008年估計)

總生育率: 1.86 嬰兒/婦女 (2008年估計)
HIV/AIDS
- 成人感染比例: 0.4% (2003年估計)
- 感染人数: 220,000人 (2003年估計)
- 死亡人数: 9,000人 (2003年估計)

主要傳染病:
- 危險程度: 高
- 食物或水傳染疾病: 細菌性腹瀉, A型肝炎和傷寒
- 病媒傳播疾病: 登革熱, 瘧疾, 日本腦炎和 plague 在一些地區高危險
- 動物接觸疾病: 狂犬病
- 水接觸疾病: 細螺旋體病
- 備註: 高致病性H5N1禽流感在這個地區和鄰近地區的鳥類被鑑識出 (2008年)

族群組成:
- 京人 (越人) 86.2%, Tay 1.9%, 泰人 1.7%, Muong 1.5%, Khome 1.4%, Hoa 1.1%, Nun 1.1%, Hmong 1%, 其他 4.1% (1999年普查)

宗教:
- 佛教 9.3%，天主教 6.7%，和好教 1.5%，高台教 1.1%，基督新教 0.5%， 伊斯蘭教 0.1%，無 80.8% (1999年普查)
- 越南民間信仰 34.7％，佛教 57.5％，基督宗教6.2％（天主教5.7％，新教0.5％），和好教 1.5％，高台教1.1％(2009年普查)
- 越南民間信仰 34.0％，佛教 59.2％，基督宗教6.8％(皮尤研究中心2010年預測)

語言:
- 越語 (官方), 英語 (increasingly favored as a second language), 少數法語, 華語, and Khmer; 山區語言 (Mon-Khmer and Malayo-Polynesian)

識字率:
- 定義: 15歲以上有讀寫能力
- 總計: 90.3%
- 男: 93.9%
- 女: 86.9% (2002年普查)